# Західна хокейна ліга
Західна хокейна ліга (ЗХЛ) (англ. Western Hockey League (WHL)) — одна з трьох головних юніорських хокейних ліг, що входять до канадської хокейної ліги. В лізі виступає 22 команди.

## Структура

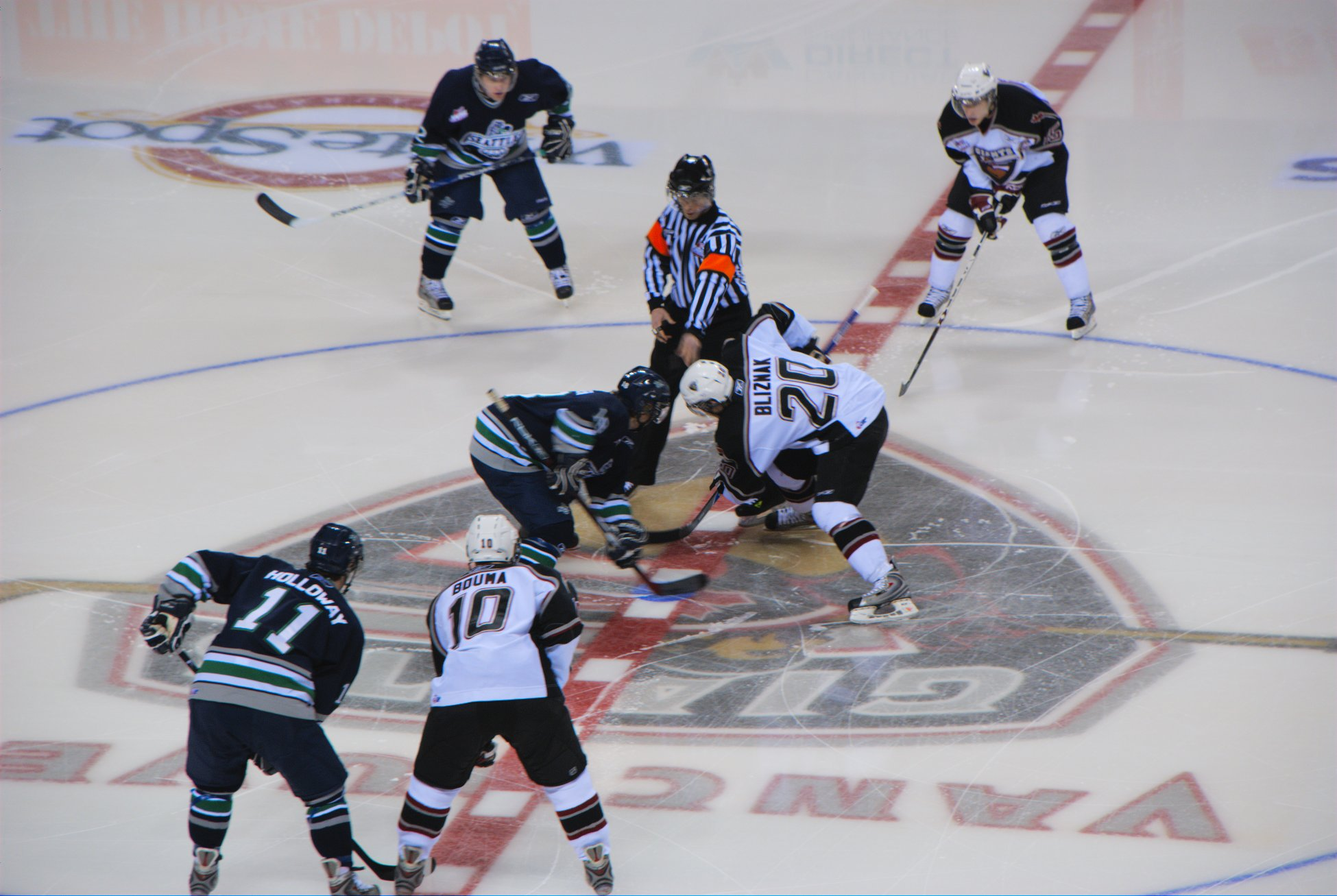
Матч Ванкувер-Сієтл

З сезону 2007-08 років в лізі налічується 22 команди. Більшість з них представляють Канаду, а саме: 6 — провінцію Британська Колумбія, по 5 — провінції Альберта та Саскачеван, одна — Манітобу. А також 4 команди з американського штату Вашингтон і одна зі штату Орегон.
Команди поділені на дві конференції. В східній конференції виступають 12 колективів, поділені на два (по 6 команд) дивізіони. В західній конференції виступають решта 10 команд поділені на два (по 5 команд) дивізіони.
До змагань допускаються гравці віком від 15 до 20 років. Однак 15-річні мають право зіграти не більше 5 матчів, якщо їх молодша команда не завершила сезон. В заявці на сезон можуть бути присутні не більше трьох гравців 20-річного віку та не більше двох гравців, що не є представниками Північної Америки.
Під час регулярної першості кожна команда проводить 72 гри, за підсумками яких визначаються 16 учасників плей-оф (по 8 з кожної конференції). В матчах на виліт серії тривають до чотирьох перемог. В фінальному протистоянні команди борються за Кубок Еда Чіновета. Чемпіон ЗХЛ отримує право зіграти в фіналі чотирьох і позмагатися за Меморіальний кубок разом з переможцями двох інших ліг, що входять до Канадської хокейної ліги, а також з господарями змагань.

### Склад учасників
| Західна хокейна ліга |                       |                                           |                                    |
| Східна конференція   |                       |                                           |                                    |
| Дивізіон             | Команда               | Місто                                     | Арена                              |
| Східний              | Брендон Вет Кінгс     | Брендон, Манітоба, Канада                 | Westman Communications Group Place |
| Східний              | Мус-Джо Воріорс       | Мус-Джо, Саскачеван, Канада               | Moose Jaw Civic Centre             |
| Східний              | Принс-Альберт Рейдерс | Принс-Альберт, Саскачеван, Канада         | Art Hauser Centre                  |
| Східний              | Реджайна Петс         | Реджайна, Саскачеван, Канада              | Brandt Centre                      |
| Східний              | Саскатун Блейдс       | Саскатун, Саскачеван, Канада              | Credit Union Centre                |
| Східний              | Свіфт-Керрент Бронкос | Свіфт-Керрент, Саскачеван, Канада         | Credit Union iPlex                 |
| Центральний          | Калгарі Гітмен        | Калгарі, Альберта, Канада                 | Скоушабенк-Седдлдоум               |
| Центральний          | Едмонтон Оіл-Кінгс    | Едмонтон, Альберта, Канада                | Рексалл-плейс                      |
| Центральний          | Кутенай Айс           | Кренбрук, Британська Колумбія, Канада     | Cranbrook Recreational Complex     |
| Центральний          | Летбридж Гаррікейнс   | Летбридж, Альберта, Канада                | ENMAX Centre                       |
| Центральний          | Медисин-Гат Тайгерс   | Медисин-Гат, Альберта, Канада             | Medicine Hat Arena                 |
| Центральний          | Ред-Дір Ребелс        | Ред-Дір, Альберта, Канада                 | ENMAX Centrium                     |
| Західна конференція  |                       |                                           |                                    |
| Дивізіон             | Команда               | Місто                                     | Арена                              |
| Британської Колумбії | Вікторія Роялс        | Вікторія, Британська Колумбія, Канада     | Меморіальний центр Save-On-Foods   |
| Британської Колумбії | Камлупс Блейзерс      | Гвелф, Британська Колумбія, Канада        | Interior Savings Centre            |
| Британської Колумбії | Келона Рокетс         | Кітченер, Британська Колумбія, Канада     | Prospera Place                     |
| Британської Колумбії | Принс-Джордж Кугарс   | Принс-Джордж, Британська Колумбія, Канада | CN Centre                          |
| Британської Колумбії | Ванкувер Джаєнтс      | Ванкувер, Британська Колумбія, Канада     | Пасифік Колізіум                   |
| Американський        | Еверет Сілвертіпс     | Еверет, Вашингтон, США                    | Comcast Arena at Everett           |
| Американський        | Портленд Вінтергокс   | Портленд, Орегон, США                     | Memorial Coliseum & Rose Garden    |
| Американський        | Сіетл Тандербердс     | Сіетл, Вашингтон, США                     | ShoWare Center                     |
| Американський        | Спокан Чифс           | Спокан, Вашингтон, США                    | Spokane Veterans Memorial Arena    |
| Американський        | Трай-Сіті Амеріканс   | Кеневік, Вашингтон, США                   | Toyota Center                      |

## Рекорди ЗХЛ
Командні
- Найбільша кількість перемог в сезоні — 60, Вікторія Кугарс (1980—1981)
- Найбільша кількість набраних очок в сезоні — 125, Брендон Вет Кінгс (1978—1979)
- Найбільша кількість закинутих шайб в сезоні — 496, Камлупс Блейзерс (1986—1987)
- Найменша кількість пропущених голів в сезоні — 125, Келона Ракетс (2003—2004)

Індивідуальні
- Найбільша кількість закинутих шайб в сезоні — 108, Рей Ферраро (1983—1984)
- Найбільша кількість результативних пасів в сезоні — 136, Роб Браун (1986—1987)
- Найбільша кількість набраних очок в сезоні — 212, Роб Браун (1986—1987)
- Найбільша кількість очок серед новачків — 145, Петр Недвед (1989—1990)
- Найбільша кількість очок в сезоні серед захисніків — 140, Кем Плант (1983—1984)
- Найбільша кількість хет-триків в сезоні — 15, Рей Ферраро (1983—1984)

## Трофеї ліги
Командні нагороди
- Кубок Еда Чайновета — переможець Західної хокейної ліги
- Трофей Скоті Манро — переможець регулярного сезону

Індивідуальні нагороди
- Трофей Боба Кларка — найкращий бомбардир
- Трофей чотирьох гравців «Бронкос» — найкращий гравець сезону
- Трофей Білла Гантера — найкращий захисник сезону
- Трофей Дела Вілсона — найкращий голкіпер сезону
- Трофей Джима Пігготта — новачок року
- Трофей ЕйрБіСі — найцінніший гравець плей-оф